# Brains and Brawn
Pour plus de détails, voir Fiche technique et Distribution.
Brains and Brawn est un film muet américain réalisé par Fred Huntley et sorti en 1912.

## Fiche technique
- Réalisation : Fred Huntley
- Scénario : Colin Campbell
- Production William Nicholas Selig
- Date de sortie : 
  - États-Unis : 17 mai 1912

## Distribution
- Nick Cogley
- Roy Watson
- George Hernandez
- Herbert Rawlinson
- Freddie Frulick
- Fred Littlefield
- Betty Harte
- Camille Astor